# Epex
Gli Epex (이펙스?, ipegseuLR; stilizzato in EPEX; abbreviazione di Eight Apex) sono un gruppo musicale sudcoreano formatosi nel 2021 e composto da Wish, Keum, Mu, A-Min, Baek Seung, Ayden, Yewang e Jeff. Il gruppo ha debuttato l'8 giugno 2021 con l'EP Bipolar Pt.1: Prelude of Anxiety.

## Nome
Epex sta per "Eight Apex" (letteralmente "otto apici"), ed è una metafora per simboleggiare l'unità degli otto membri del gruppo.

## Storia

### Prima del gruppo
Prima che il gruppo si creasse, già due membri erano attivi nell'industria musicale sudcoreana. Infatti Keum, nel 2019, ha fatto la sua apparizione come concorrente nel talent show Produce X 101 (classificatosi 17°). Invece nel 2020 Baek Seung faceva parte dei concorrenti di Cap-teen, altro talent show, in cui però ha partecipato con il suo nome di nascita, Kim Hyun-woo.

### 2021-presente: Debutto conBipolar Pt.1: Prelude of Anxiety
L'extended play di debutto degli Epex, Bipolar Pt.1: Prelude of Anxiety, è uscito l'8 giugno 2021. Esso contiene il brano Lock Down, che fa da traccia apripista dell'album, e ha venduto quasi 50 mila copie. La seconda parte della dilogia "Bipolar", intitolata Bipolar Pt.2: Prelude of Love e accompagnata dal brano Do 4 Me, è uscita il 26 ottobre. L'album è stata la loro pubblicazione con più vendite sino ad ora, raggiungendo il picco di 95 mila copie.
Il terzo EP del gruppo, Prelude of Anxiety Chapter 1. '21st Century Boys', è stato pubblicato l'11 aprile 2022.

## Formazione
- Wish (위시) – Leader, voce
- Keum (금) – rap
- Mu (뮤) – voce
- A-Min (아민) – voce
- Baek Seung (백승) – rap
- Ayden (에이든) – rap
- Yewang (예왕) – voce
- Jeff (제프) – rap

## Discografia

### EP
- 2021 – Bipolar Pt.1: Prelude of Anxiety
- 2021 – Bipolar Pt.2: Prelude of Love
- 2022 – Prelude of Anxiety Chapter 1. '21st Century Boys'

### Singoli
- 2021 – Lock Down
- 2021 – Do 4 Me
- 2022 – Anthem of Teen Spirit

## Videografia
- 2021 – Lock Down
- 2021 – Do 4 Me
- 2022 – Anthem of Teen Spirit

## Riconoscimenti
Hanteo Music Awards
- Rookie Award – Male Group (2021)[7]

Korea Culture Entertainment Awards
- Best New Male Artist (2021)[8]

Seoul Music Awards
- Rookie of the Year (2022)[9]